# Abdel Basset Sarout
Abdel Basset Sarout, né en 1992 à Homs en Syrie et mort le 8 juin 2019 à Reyhanlı en Turquie, est un footballeur syrien, évoluant au poste de gardien de but. En 2011, lors des manifestations du printemps arabe, il devient une figure de l'opposition syrienne à Homs, puis de 2012 à 2019 un chef rebelle de la guerre civile syrienne.

## Biographie

### Carrière dans le football
Abdel Basset Sarout est le gardien de but du club local d'Al-Karama et ses exploits avec la sélection syrienne des moins de 20 ans lui ont valu le titre de « deuxième meilleur gardien de but d'Asie », lorsqu'il interrompt sa carrière, à 19 ans, pour rejoindre les premières manifestations au printemps 2011,.

### Révolution syrienne
Originaire du quartier sunnite de Bayada dans la ville Homs, sa famille elle est venue du Golan et son père est d'origine bédouine de la tribu husseinite des al-Na'im, en mars 2011, il met sa notoriété au service des protestataires et devient une des figures les plus populaires de l'opposition syrienne,,. Pendant le siège de Homs, il lance des slogans et des chants repris en chœur par les manifestants : « Écoute sniper, voici ma nuque et voici ma tête ! », « Pourquoi s'entre-tuer, l'armée et le peuple sont frères ». Il partage parfois le podium avec Fadwa Souleimane, une actrice et poétesse alaouite ayant rallié de l'opposition,. Désireux de contrer la propagande du régime qui présente la contestation comme un complot sectaire, purement sunnite, les deux frondeurs plaident pour un mouvement pacifique et populaire. Abdel Basset Sarout se lie également avec d'autres militants pacifistes, dont le jeune réalisateur Bassem Shehabeh. Cependant Bassem Shehabeh est tué en mai 2012, tandis que Fadwa Souleimane s'enfuit en France où elle meurt d'un cancer en 2017.
Selon de nombreuses sources, Sarout aurait embrassé la tête ensanglantée d'un jeune manifestant de 19 ans mort, tandis qu'une foule scandait au rythme d'un tambour: « Dors bien, nous allons continuer la lutte… Des mères pleurent pour les jeunes de Syrie ».
Il fait rapidement parler de lui, à tel point que le média Al Jazeera le décrit comme: « l'icône la plus célèbre de la révolution syrienne ».

### Siège de Homs
En 2012, alors que les quartiers rebelles de Homs sont assiégés par l'armée syrienne, Abdel Basset Sarout finit par prendre les armes et prend la tête d'un groupe rebelle, la Brigade des martyrs de Bayada,.
Son père et ses quatre frères trouvent la mort pendant le siège de Homs. Son oncle, Mohe Edden Sarout, est également tué en novembre 2011 à Homs. Abdel Basset Sarout survit quant à lui à de multiples tentatives d'assassinat.
En 2014, après la capitulation des rebelles à Homs, Abdel Basset Sarout fait partie des personnes qui sont évacuées vers la région d'Idlib.

### Rumeurs d'allégeance à l'État islamique
Selon Le Monde, « Traqué, désabusé, réduit à manger de l’herbe pour se nourrir, convaincu d’avoir été trahi par l’opposition et la communauté internationale, le chef de guerre adopte une rhétorique de plus en plus nihiliste et sectaire ». En mai 2014, quelques jours avant la capitulation rebelle à Homs, Abdel Basset Sarout enregistre une vidéo où il loue les actions du Front al-Nosra et de l'État islamique et appelle à combattre les chrétiens et les chiites,. Quelques mois plus tard, il apparaît dans une autre vidéo au milieu d'une assemblée, chantant un chant faisant l'apologie des attentats du 11 septembre 2001. Malgré son rapprochement avec al-Nosra, Talal Derki, réalisateur du documentaire « Homs, chronique d’une révolte » et qui connait bien Sarout, estime que jamais ce dernier ne deviendra terroriste. Selon Talal Derki, Sarout est dans une « logique de revanche » : « Il n’a plus rien à perdre. Le régime a détruit la ville et tué des civils, des membres de sa famille. Comment rester normal après cela ? N’importe qui deviendrait fou. ». En septembre 2014, le groupe armé de Sarout dément les rumeurs faisant état de son allégeance à l'État islamique. Fin décembre 2014, un militant de l'opposition, Abou Bilal Al-Homsi, affirme que Sarout a bien rejoint l'État islamique,. Mais en avril 2016, dans une longue interview, dos au drapeau de la révolution syrienne, Abdel Basset Sarout, dément avoir jamais prêté allégeance à l'organisation djihadiste,,. Selon le journaliste du Monde Benjamin Barthe, « ces zigzags, qui ternissent sa réputation, laissent les observateurs perplexes. Était-ce un simple mouvement tactique, pour amadouer un mouvement alors en pleine expansion dans la région de Homs et avec lequel la Brigade des martyrs de Bayada devait cohabiter ? Un moment de confusion et de découragement ? Le marqueur d’une radicalisation sans basculement dans le djihadisme à proprement parler ? Probablement un peu des trois ».

### Combats dans la région d'Idlib et mort
Après avoir séjourné quelque temps en Turquie, Abdel Basset Sarout rejoint le gouvernorat d'Idlib et rallie le groupe rebelle Jaych al-Ezzah.
Au printemps 2019, Abdel Basset Sarout combat dans les rangs du groupe rebelle Jaych al-Ezzah, alors que les troupes du régime mènent une offensive contre la poche d'Idlib,. Dans la nuit du 6 au 7 juin, il est grièvement blessé par un obus loyaliste près du village de Tal Maleh (en), dans le nord du gouvernorat de Hama,. Le 8 juin, il succombe à ses blessures dans l'hôpital de Reyhanlı, en Turquie,,. Son corps est enterré le 9 juin dans le village de Dana (en), dans le nord-ouest de la Syrie, en présence d'une foule de plusieurs centaines de personnes,.